# ウイングスパン (ボードゲーム)
ウイングスパン（Wingspan）は、エリザベス・ハーグレーブによって設計され、2019年にStonemaier Gamesによって出版された1人から5人向けボードゲームである。「Wingspan」は英語で翼幅のこと。ウイングスパンはプレイヤーが野生動物の保護区に鳥を呼び寄せることを競う、カードを使った中量級のエンジン構築型ボードゲームである。基本セットには北米を生息地とする鳥のカード170種が収録されており、パッケージに描かれた鳥はエンビタイランチョウである。
発売後2か月間で全世界で3刷り4万4千本を販売し、出版社はもっと多くの本数を用意できなかったことを公式に謝罪した。このゲームは2019年末までに全世界で約20万本を販売した。2021年3月までに売上は60万本に達した。
2019年1月4日にTabletopiaで最初のデジタル版が発売された。 その後、2019年2月27日にSteam、2020年12月24日にNintendo Switch、2021年7月20日にiOSでも発売された。
ウイングスパンは、その図柄（アートワーク）、鳥の生息地を正確に描いていること、そしてゲームの筋が高く評価されており、2019年のドイツ年間ゲーム大賞でその年の最優秀愛好家（エキスパート）ゲーム賞を受賞した。
2021年3月現在、ボードゲームギークのデータベースにランクインしている約1万8千本のゲームの中で、20位に位置している 。
2024年1月には、派生作品である『Wyrmspan（ワイアームスパン）』が発表された。こちらは鳥ではなくドラゴンを自身の土地に呼び寄せるゲームで、モチーフの変更に伴う能力やゲーム要素の調整がされ新要素が加わった独立作品となっている。日本語版はアークライトより2024年11月に発売。
2025年1月には、派生作品である『Finspan（フィンスパン）』が発表された。こちらは鳥ではなく海洋生物を自身の海域に呼び寄せるゲームで、モチーフの変更に伴う能力やゲーム要素の調整がされ簡略化された独立作品となっている。日本語版はより2025年3月に発売。

## ゲームの筋
ウイングスパンでは、プレイヤーは個別のカードによって表わされる鳥を、森林、草原、湿地にのいずれかに配置していく。 4ラウンド26ターンの間に、プレイヤーは3つの異なる生息地に鳥を配置していく。3つの生息地は各プレイヤーのボード上の横列によって表わされ、それぞれの横列には5羽の鳥を配置するスペースがある。
プレイヤーは毎ラウンド、「新しい鳥を引く」、「手札の鳥を生息地に置く」、「餌を集める」、「卵を産む」という4種類のアクションを限られたターン数だけ取ることができ、餌トークンや卵トークンは鳥をプレイするために消費しなければならない。 各アクションの強さは、その生息地にすでに何枚のカードがあるかによって決まり、追加のボーナスアクションは、そのアクションを表す生息地にすでにいる鳥によって発動する。
プレイヤーは、鳥をそれぞれの生息地に配置するだけでなく、各ラウンドやゲーム全体で達成した目標、蓄積された卵、他のカードに蓄積された餌トークンや鳥カードなど、プレイヤーの鳥による食料収集や捕食を表すポイントを獲得する。

### 拡張セット
ミニ拡張『スウィフトスタート・プロモパック（邦題：プロモカードセット）』は2019年9月に発表された（日本語版は2019年11月に発売）。このセットは未体験者向けプレイガイド4種およびガイドで使用する新規の鳥カード10枚をセットにしたもので、公式の体験会参加者に先行配布された他、公式サイトでも販売されている。なお英語版の基本セットのうち、2019年1月から8月に発売された初版には同梱されず（STM900）、2019年9月以降に発売された版（STM910）には同梱され価格も上乗せされた。日本語版の基本セットには発売当初は同梱されていなかったが、2023年4月出荷分から同梱され価格も上乗せされた。

『スウィフトスタート』のデジタル版は2021年6月18日に、既存の全てのプラットフォームにおいて基本セットをアップデートする形で実装された。
最初の拡張セット『ウイングスパン ヨーロッパ拡張（邦題：欧州の翼）』は2019年11月（日本語版は2020年6月）に発売された。パッケージに描かれた鳥はシロフクロウ。『欧州の翼』にはヨーロッパに生息する新規の鳥カード81枚が収録され、追加の餌の恩恵を受ける鳥や、ラウンド終了時に発動する能力など、新たな機構や鳥の能力が追加された。他にも新しいラウンド目標10個、ボーナスカード5枚が追加される。

『欧州の翼』のデジタル版は2019年12月13日にTabletopiaで配信開始。 その後、2020年1月8日にSteamでも拡張版が配信開始。
第2の拡張セット『ウイングスパン オセアニア拡張（邦題：大洋の翼）』は2020年1月に発表され、2020年後半（日本語版は2021年2月）に発売された。パッケージに描かれた鳥はワライカワセミ。エミューはこのオセアニア拡張版で最初に確認された鳥である。『大洋の翼』にはオセアニアに生息する新規の鳥カード95枚、新たなラウンド目標8個、新しいユニークなプレイヤーマット5枚、そしてNectar（花蜜）と呼ばれる新しい餌タイプが含まれている。また新たな機構として「飛べない鳥」が追加された。

『大洋の翼』のデジタル版は2023年12月13日に全プラットフォームで配信開始。
第3の拡張セット『ウイングスパン アジア（邦題：東洋の翼）』は2022年11月（日本語版は2023年1月）に発売された。パッケージに描かれた鳥はインドクジャク。その他タンチョウ等を収録。基本セットなしでも1～2人でプレイできる「独立型拡張」となっており、プレイヤーマットや餌ダイスなどプレイに最低限必要な一式および既存の拡張セットの追加ルールを網羅している。『東洋の翼』にはアジアに生息する新規の鳥カード90枚、新たなボーナスカード14枚（うち3枚は基本セットのボーナスカードの改版）が含まれ、他の拡張セットと同様に『東洋の翼』を基本セットへ追加してのプレイや、他の拡張セットを『東洋の翼』単体へ追加してのプレイも可能。

その他にも、『東洋の翼』単体でも遊べる2人プレイ専用の「Duet mode（つがいモード）」ルール、基本セットや他の拡張セットと合わせて遊ぶ6～7人プレイ専用の「Flock mode（群鳥モード）」ルールと、それらに必要な新たな目的ボード、つがいモード専用のラウンド目標、つがいモード用の未体験者向けプレイガイド2種、つがいモード対応のオートマなどが含まれる。

『東洋の翼』のデジタル版は2025年6月16日に全プラットフォームで配信開始。
専用収納ボックス『Nesting Box』は2022年11月に英語版『東洋の翼』と同時に発売された（日本では2023年8月に数量限定で輸入販売）。パッケージに描かれた鳥はオオハシ、コウテイペンギンなど。基本セットおよび将来発売するものも含めた全拡張が収納可能（予定）で、初回限定版には『東洋の翼』（英語版）も同梱されている。なお試作品の制作報告において、世界七大陸の各大陸ごとに拡張を制作予定であることも言及された。

## 背景とテーマ
ハーグレーブは2005年冬、友人との旅行を機にボードゲームの熱心なプレイヤーとなった。しかし様々なボードゲームを遊ぶうちに貿易経済をテーマとする競争型のボードゲームが多いことに不満を覚え、彼女自身が好む自然をテーマとする非競争型のゲームを欲したことが、ゲームデザインを始める切っ掛けになったと言う。その処女作として制作されたのが本作である。
このゲームは、ハーグレーブがメリーランド州の自宅近くにあるアルテメシア湖を訪れ、そこで観察した鳥のチャートを個人的に作成していたことから着想を得たもので、データセットのサイズは600行×100列近くに達している。ゲームに登場する鳥たちが持つ特殊能力は、ハーグレイブの努力によって記録された実在の鳥たちのユニークな特徴によく似ている。

## 受賞・ノミネート歴
- 2019 ドイツゲーム大賞最優秀ファミリー/大人向けゲーム 受賞[32]
- 2019 国際ゲーマーズ賞（英語版） - General Strategy: Multi-player ノミネート[33]
- 2019 Kennerspiel des Jahres Winner[34]
- 2019 オランダゲーム大賞（英語版）最優秀愛好家ゲーム ノミネート[35]
- 2020 Golden Geek賞 - 年間ゲーム大賞、カードゲーム、ファミリーゲーム、イノベイティブ、ソロゲーム、戦略ゲーム部門にノミネート[36]

## 評判
ウイングスパンは主に好意的な評価を受け、広く称賛された。 ボードゲーム評論家のMatt Throwerはウイングスパンを2019年の「最もホットなゲーム」と呼び、ロサンゼルス・タイムズのSaid Al-Azzawiは「ボードゲーム業界で今年最も評価されたゲームの一つ」と呼んだ。